# Salim Sdiri
Salim Sdiri (Ajaccio, 26 oktober 1978) is een Franse verspringer. Zijn beste prestatie is het behalen van een bronzen medaille op de Europese indoorkampioenschappen. Ook is hij tweevoudig kampioen van de Middellandse Zeespelen en eenmalig kampioen van de Jeux de la Francophonie. Hij nam driemaal deel aan de Olympische Spelen, maar won hierbij geen medailles. Hij is zowel in- als outdoor Frans recordhouder en heeft in totaal twaalf nationale titels op zijn naam staan.

## Biografie

### Begin carrière
Salim Sdiri deed tot 1999 aan hink-stap-springen, maar een blessure aan zijn onderrug dwong hem over te stappen naar het verspringen. In 2000 uitte zich dat door een sprong van 7,95 m. Sdiri verbrak voor het eerst de 8-metergrens in 2002, waardoor hij werd uitgezonden bij zijn eerste grote kampioenschap: de Europese kampioenschappen in München. Hij eindigde daar in de finale op een zevende plek met een afstand van 7,78. Een jaar later werd Sdiri uitgezonden naar de wereldkampioenschappen indoor, waar hij eveneens als zevende eindigde, en de wereldkampioenschappen in zijn thuisland Frankrijk. Bij de laatste wist hij zich net niet te plaatsen voor de finale.

### Olympische Spelen en overwinningen
In 2004 kwalificeerde Sdiri zich voor de Olympische Spelen van Athene. Hij haalde de finale, maar werd hierin laatste. In 2005 won hij de Middellandse Zeespelen met een sprong van 8,05 door de Algerijn Issam Nima (zilver) en de Griek Asterios Nousios te verslaan. Dat jaar won hij ook de Jeux de la Francophonie in Niamey. Een jaar later was hij minder succesvol: bij de EK in Göteborg sprong hij slechts 7,69 in de finale en eindigde drie plekken lager dan in 2002.

### Speerincident
Op vrijdag 13 juli 2007 was Sdiri bezig met het verspringen, terwijl Tero Pitkämäki aan het speerwerpen was tijdens de IAAF Golden League in Rome. Pitkämäki had een afzwaaier vanwege de wind en daardoor zeilde de speer een meter of vijf naast de sector en kwam bij Sdiri in zijn rug terecht. Sdiri werd met spoed naar het ziekenhuis gebracht. Aanvankelijk leken de verwondingen mee te vallen: hij mocht de volgende ochtend het ziekenhuis weer verlaten. Twee dagen later bleek hij toch ernstiger verwond: de speer was verder in zijn lichaam binnengedrongen dan aanvankelijk gedacht en bleek nier en lever geraakt te hebben. Operatief ingrijpen was echter niet nodig.
In februari 2008 deed Sdiri bij de Franse indoorkampioenschappen weer mee aan zijn eerste wedstrijd. Hij sprong daar 7,98, wat hem positief verraste en hem een tweede plek opleverde. Een maand later kon hij meedoen aan de WK indoor van dat jaar. Hij haalde daar niet de finale. In juni sprong hij 8,21, precies 1 centimeter meer dan nodig was om zich te kwalificeren voor de Olympische Spelen van Peking. Bij zijn tweede Spelen sprong hij 7,81, waardoor hij in de kwalificaties sneuvelde.

### Successen
In 2009 sprong hij 8,42, zeventien centimeter verder dan zijn persoonlijke record uit 2005. Deze afstand was ook een nationaal record. Verder prolongeerde hij zijn titel tijdens de Middellandse Zeespelen en eindigde hij bij de WK van Berlijn als zesde in de finale met een sprong van 8,07. In 2010 lukte het Sdiri twee keer net niet om op het podium te eindigen tijdens de belangrijkste wedstrijden van het jaar. Bij de WK indoor van 2010 in Doha sprong hij 8,01, vier centimeter minder dan de nummer drie Mitchell Watt. Later in het jaar tijdens de EK in Barcelona sprong hij 8,20, waarmee hij ditmaal drie centimeter tekortkwam voor het podium.
In de jaren vanaf 2011 was Sdiri minder succesvol tijdens kampioenschappen. Bij de EK indoor sprong hij de gedeeld achtste afstand van de kwalificatie, waardoor er werd gekeken naar de tweede sprong. Die was minder ver dan die van Michel Tornéus die eveneens 7,88 had gesprongen en dus moest Sdiri in de kwalificaties afscheid nemen van het toernooi. Bij de WK in Daegu kwam hij niet verder dan 7,58, wat slechts goed was voor een 28e plaats in de kwalificaties.
Tijdens de EK van 2012 in Helsinki wist Sdiri geen indruk te maken in de finale: hij sprong slechts 7,48 en eindigde als twaalfde. Op de Olympische Spelen in Londen kwam hij met een beste poging van 7,71 niet verder dan de kwalificatieronde.

## Titels
- Kampioen Middellandse Zeespelen verspringen - 2005, 2009
- Kampioen Jeux de la Francophonie verspringen - 2005
- Frans kampioen verspringen - 2003, 2004, 2005, 2006, 2008, 2009, 2010
- Frans indoorkampioen verspringen - 2003, 2005, 2006, 2010, 2011

## Persoonlijke records
Outdoor
| Onderdeel   | Prestatie          | Datum             | Plaats        |
| ----------- | ------------------ | ----------------- | ------------- |
| 100 m       | 11,06 s            | 16 september 2003 | Nancy         |
| verspringen | 8,42 m (nat. rec.) | 12 juni 2009      | Pierre-Bénite |

Indoor
| Onderdeel   | Prestatie          | Datum           | Plaats     |
| ----------- | ------------------ | --------------- | ---------- |
| verspringen | 8,27 m (nat. rec.) | 28 januari 2006 | Mondeville |

## Palmares

### verspringen
- 2002: 7e EK - 7,78 m
- 2003: 4e Europese Indoorcup - 7,84 m
- 2003: 7e WK indoor - 7,63 m
- 2003: 8e in kwal. WK - 7,94 m
- 2004: 12e OS - 7,94 m
- 2005: 3e in kwal. EK indoor - 7,85 m
- 2005:  Middellandse Zeespelen - 8,05 m
- 2005: 5e WK - 8,21 m
- 2005: 5e Wereldatletiekfinale - 8,05 m
- 2005:  Jeux de la Francophonie - 7,98 m
- 2006:  Europese Indoorcup - 7,85 m
- 2006: 10e EK - 7,69 m
- 2006: 5e IAAF World Cup - 8,03 m
- 2007:  EK indoor - 8,00 m
- 2008: 9e in kwal. WK indoor - 7,78 m
- 2008: 11e in kwal. OS - 7,81 m
- 2009: 5e in kwal. EK indoor - 7,91 m
- 2009:  Middellandse Zeespelen - 8,29 m
- 2009: 6e WK - 8,07 m
- 2009: 5e Wereldatletiekfinale - 7,90 m
- 2010: 4e WK indoor - 8,01 m
- 2010: 4e EK - 8,20 m
- 2011: 4e in kwal. EK indoor - 7,88 m
- 2011: 16e in kwal. WK - 7,58 m
- 2012: 12e EK - 7,48 m
- 2012: 14e in kwal. OS - 7,71 m